# Преннуши, Винченц
Винченц Преннуши (алб. Vinçens Prennushi OFM, 4 сентября 1885 год, Шкодер — 19 марта 1949 года, Дуррес, Албания) — албанский поэт и собиратель фольклора, католический прелат, блаженный, епископ Сапы с 17 января 1936 года по 26 июня 1940 года, архиепископ Дурреса с 26 июня 1940 года по 19 марта 1949 год, член монашеского ордена францисканцев.

## Биография
В юности Винченц Преннуши участвовал в национально-освободительном движении, за что был арестован османскими властями и содержался в заключении. В 1900 году вступил в монашеский орден францисканцев. Обучался на теологическом факультета в Зальцбургском университете. В 1904 году принял монашеские обеты. 19 марта 1908 года Винченц Преннуши был рукоположён в священника. Был директором францисканского издательства. В 1936 году был провинциалом албанского отделения францисканцев.
27 января 1936 года Римский папа Пий XI назначил Винченца Преннуши епископом Сапы. 19 марта 1936 года состоялось рукоположение Винченца Преннуши в епископа, которое совершил апостольский делегат в Албании и титулярный архиепископ Халкидона Джованни Батиста дела Пьетра.
26 июня 1940 года Римский папа Пий XII назначил Винченца Преннуши архиепископом Дурреса.
Был редактором католических периодических изданий «Hylli i Dritës» и «Zani i Shen Ndout».
После пришествия к власти албанских коммунистов от Винченца Преннуши требовали создать католическую церковь, независимую от Святого Престола. В 1947 году был арестован коммунистическими властями. 18 декабря 1947 года состоялся суд, который обвинил Винченца Преннуши в сотрудничестве с итальянскими оккупантами и в шпионаже в пользу американцев и осудил его на двадцатилетнее заключение. В тюрьме подвергался пыткам. Скончался 19 марта 1949 года в тюремной больнице.
Был похоронен в соборе святой Люции в Дурресе. После его смерти кафедра архиепархии Дурреса была вакантной до 1992 года.
6 ноября 2016 года во время богослужения в городе Шкодер кардинал Анждело Амато провозгластл Винченца Преннуши блаженным в составе 38 албанских мучеников.

## Сочинения
Написал несколько поэтических сборников и занимался переводом с немецкого языка произведений немецкого романтизма. Занимался этнографической деятельностью, собирая тексты албанских народных песен.
Основные сочинения
- Visari kombëtar, 1911
- E Trathtuemja, 1919
- Prej robnije në liri
- Gjeth e lule